# Сорезина
Сорезина (итал. Soresina) — коммуна в Италии, располагается в регионе Ломбардия, подчиняется административному центру Кремона.
Население составляет 8928 человек (на 2004 г.), плотность населения составляет 309 чел./км². Занимает площадь 28 км². Почтовый индекс — 26015. Телефонный код — 0374.
Покровителем коммуны почитается святой Сир из Павии. Праздник ежегодно празднуется 9 декабря.